# Dan Amboyer
Dan Amboyer (Detroit, 28 dicembre 1985) è un attore statunitense.

## Biografia
Figlio di Claudia e Donald Amboyer, Dan Amboyer ha studiato recitazione all'Università Carnegie Mellon. Dopo la laurea, Amboyer si trasferì a New York per entrare nel mondo dello spettacolo. Attivo in campo teatrale, televisivo e cinematografico, Amboyer ha recitato in film come Natale all'improvviso e Batman v Superman: Dawn of Justice, anche se è noto soprattutto per aver interpretato i gemelli Thad e Chad Weber nella serie TV Younger. A teatro ha recitato in classici shakespeariani come Riccardo III e Come vi piace (San Diego, 2012) e musical come Crazy For You (Beverly, 2007).
Dan Amboyer è dichiaratamente gay e sposato con Eric P. Berger dal 2017.

## Filmografia

### Cinema
- Natale all'improvviso (Love the Coopers), regia di Jessie Nelson (2015)
- Batman v Superman: Dawn of Justice, regia di Zack Snyder (2016)
- Cell Block 99 - Nessuno può fermarmi (Brawl in Cell Block 99), regia di S. Craig Zahler (2017)

### Televisione
- Law & Order - I due volti della giustizia - serie TV, 1 episodio (2007)
- La valle dei pini (All My Children) - serial TV, 1 puntata (2008)
- William & Kate - Un amore da favola (William & Catherine - A Royal Romance), regia di Linda Yellen – film TV (2011)
- Body of Proof - serie TV, 1 episodio (2011)
- Inside Amy Schumer - serie TV, 1 episodio (2013)
- Graceland - serie TV, 1 episodio (2013)
- Person of Interest - serie TV, 1 episodio (2013)
- Unforgettable - serie TV, 1 episodio (2014)
- Younger - serie TV, 15 episodi (2015-2016)
- The Blacklist: Redemption - serie TV, 5 episodi (2017)
- Tell Me a Story - serie TV, 3 episodi (2018)
- Blue Bloods - serie TV, 1 episodio (2018)
- L'identità rubata (The Wrong Son), regia di Nick Everhart – film TV (2018)
- Vicious Mannies - serie TV, 7 episodi (2020)
- FBI: Most Wanted - serie TV, episodio 3x05 (2021)
- Uncoupled - serie TV, episodio 1x06 (2022)

## Doppiatori italiani
Nelle versioni in italiano delle opere in cui ha recitato, Dan Amboyer è stato doppiato da:
- Flavio Aquilone in William & Kate - Un amore da favola
- Fabrizio Dolce in The Blacklist: Redemption
- Davide Perino in Hawaii Five-0
- Alessandro Capra in Uncoupled